# عزلة وادي بني نوف (الجوف)

تعديل مصدري - تعديل

عزلة وادي بني نوف هي إحدى عزل مديرية رجوزة في محافظة الجوف اليمنية ويبلغ تعداد سكانها 9330 نسمة حسب التعداد السكاني في اليمن لعام 2004.

## روابط خارجية
- الجهاز المركزي للإحصاء بالجمهورية اليمنية
- المركز الوطني للمعلومات باليمن
- World Gazetteer:Yemen
- الدليل الشامل